# Station Viroflay-Rive-Gauche
Station Viroflay-Rive-Gauche is een spoorwegstation aan de spoorlijn Paris-Montparnasse - Brest. Het ligt in de Franse gemeente Viroflay in het departement Yvelines (Île-de-France).

## Geschiedenis
Het station werd op 10 september 1840 geopend door de Compagnie des chemins de fer de l'Ouest bij de opening van de sectie Paris-Montparnasse - Versailles-Château-Rive-Gauche.

## Ligging
Het station ligt op kilometerpunt 13,880 van de spoorlijn Paris-Montparnasse - Brest.

## Diensten
Het station wordt aangedaan door treinen van de RER C tussen Versailles-Château-Rive-Gauche en Juvisy/Versailles-Chantiers, en tussen Saint-Quentin-en-Yvelines en Saint-Martin-d'Étampes.
Het station wordt verder aangedaan door verschillende treinen van Transilien lijn N:
- Tussen Paris-Montparnasse en Mantes-la-Jolie
- Tussen Paris-Montparnasse en Plaisir - Grignon
- Tussen Paris-Montparnasse en Rambouillet

Bepaalde treinen tussen deze stations zijn sneltrein tussen Viroflay-Rive-Gauche en Paris-Montparnasse.

## Vorige en volgende stations
| Richting                                      | Vorig station        | Lijn    | Volgend station                         | Richting                                                 |
| --------------------------------------------- | -------------------- | ------- | --------------------------------------- | -------------------------------------------------------- |
| Versailles-Château-Rive-Gauche C5             | Porchefontaine       | RER C   | Chaville - Vélizy                       | Juvisy C10 Versailles-Chantiers C8 (via Massy en Juvisy) |
| Saint-Quentin-en-Yvelines C7                  | Versailles-Chantiers | RER C   | Chaville - Vélizy                       | Saint-Martin-d'Étampes C6                                |
| Mantes-la-Jolie Plaisir - Grignon Rambouillet | Versailles-Chantiers | Trans N | Chaville-Rive-Gauche Paris-Montparnasse | Paris-Montparnasse                                       |